# Kepler-52
Kepler-52 é uma estrela da classe espectral K8 V localizada a cerca de 1162 anos-luz (356 pc) de distância a partir da Terra, na constelação de Draco. Essa estrela tem uma massa de 1,02 ± 0,06 massa solar, um raio de 0,52 raio solar e uma temperatura de 4075 kelvin. O sistema planetário Kepler-52 tem, pelo menos, três planetas extrassolares.

## Sistema planetário
Kepler-52 possui três planetas extrassolares confirmados orbitando a estrela. Estes planetas foram descobertos pelo telescópio espacial Kepler. Foram confirmados através de uma nova análise de estatística conduzida por uma equipe do Centro de Pesquisa Ames da NASA que validou as existências dos planetas com mais de 99 por cento de confiança.